# Marito Mota

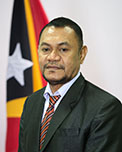
Marito Mota

Marito Mota (* 11. Juli 1970 in Culu Hun, Dili, Portugiesisch-Timor), eigentlich Mariano Mota, Kampfname Fatubai, ist ein Politiker aus Osttimor. Er ist Mitglied der Partei FRETILIN.
Mota hat einen Juraabschluss.
Er war der stellvertretende Führer der Frente Iha Timor Unidos Nafatin (FITUN), einer Jugend-Unabhängigkeitsorganisation und war einer der Teilnehmer der Demonstration, die am 12. November 1991 im Santa-Cruz-Massaker endete. Später wurde Mota Vizepräsident des Comité 12 de novembro und Manager des Hotels Ramelau.
Bei den vorgezogenen Parlamentswahlen am 12. Mai 2018 gelang Mota der Einzug in das Nationalparlament auf Platz 16 der FRETILIN-Liste. Er wurde Mitglied der parlamentarischen Kommission für Infrastruktur (Kommission E).
Bei den Parlamentswahlen 2023 trat Mota nicht an.